# 総本家釣鐘屋

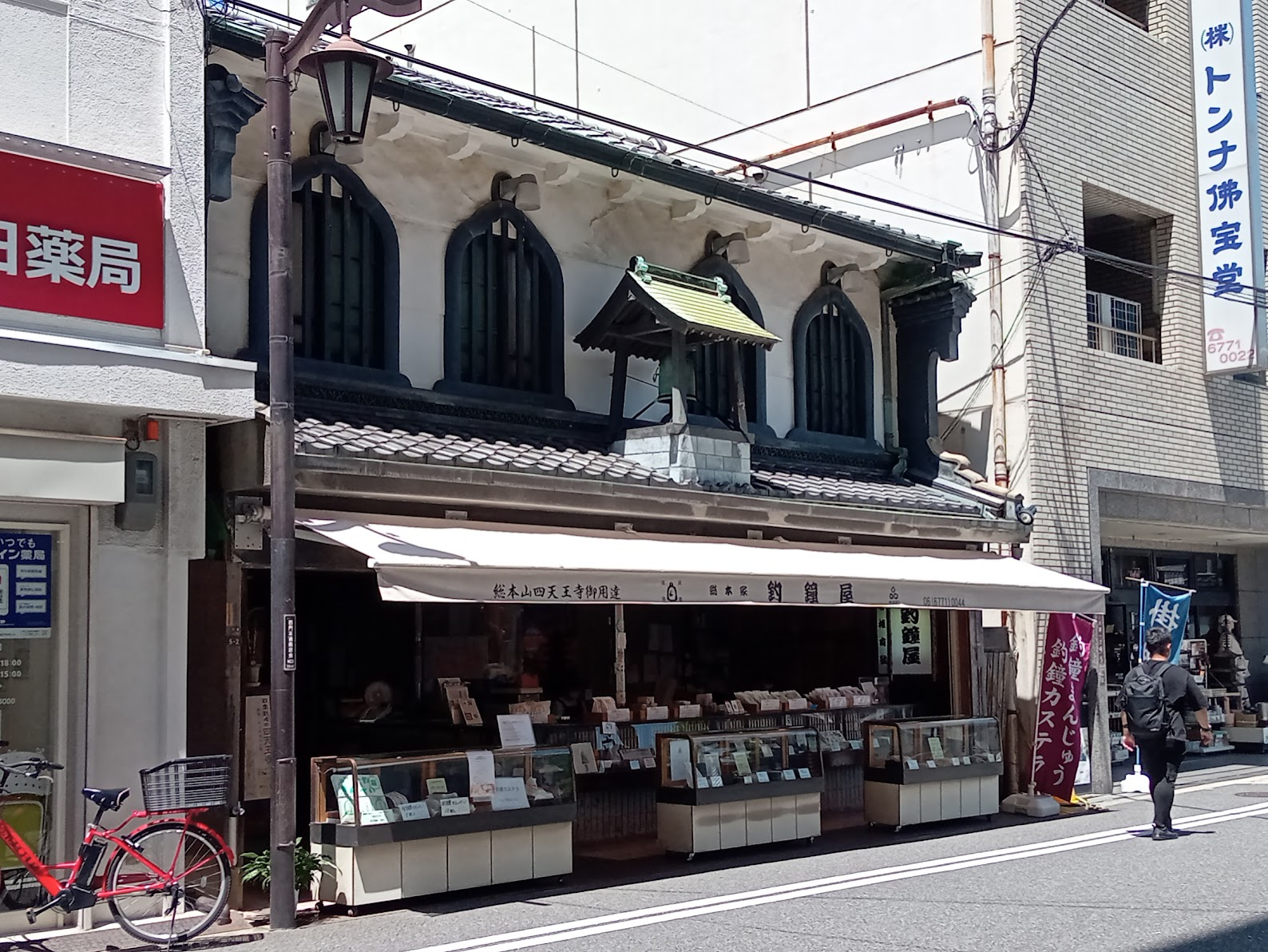
総本家釣鐘屋外観 (2024年5月)

総本家釣鐘屋（そうほんけつりがねや）は、大阪府大阪市天王寺区にある、和菓子の製造販売業者。
1903年（明治36年）から1943年（昭和18年）まで四天王寺に存在した世界最大の梵鐘「頌徳鐘」を模した「釣鐘まんじゅう」、「釣鐘カステラ」、「釣鐘せんべい」を商品展開している。
浪速区にある、類似店名の「釣鐘屋本舗」は総本家釣鐘屋から暖簾分けで発生した企業であり、現在はそれぞれ独立している。
大阪を代表する土産物等であり、製造開始から50年以上が経過しているなど、時代を超えて愛され続ける加工食品又はこれに準じる商品である大阪産（もん）名品である。 四天王寺御用達。

## 歴史
1892年（明治25年）に「頌徳会」を発足させた四天王寺貫主の吉田源應が、聖徳太子一三〇〇年御聖忌（1921年）に向けて世界最大の梵鐘「頌徳鐘」の鋳造を企画。ところが、第五回内国勧業博覧会（1903年3月1日 - 7月31日）の大阪開催が1899年（明治32年）に閣議決定され、明治33年勅令第176号により正式決定されると、鋳造計画は博覧会開催に間に合わせるため前倒しされ、勧進が開始された。西門の石鳥居付近に「釣鐘まんじゅう」を製造販売する当店が創業したのも1900年（明治33年）である。現在は五代目である。
釣鐘まんじゅうのモチーフでもある「頌徳鐘」は博覧会開催の2ヶ月前に完成。しかし、金属類回収令により1943年（昭和18年）3月20日から6月3日にかけて解体されたため現存しない。
大阪大空襲の影響を受け、その後復興。現在の店舗は戦後に建てられた店舗となる。天王寺区の都市景観資源のひとつである。

## 商品
- 釣鐘まんじゅう[9]
- 釣鐘カステラ[10]
- 胡麻入り釣鐘玉子せんべい
- 小釣鐘玉子せんべい

## 本店店舗情報
〒543-0052　大阪府大阪市天王寺区大道1-5-2　06-6771-0044